# Lemoore (Kalifornia)
Lemoore város az USA Kalifornia államában, Kings megyében. Lakosainak száma 27 038 fő (2020. április 1.).

## Népesség
A település népességének változása:
| Lakosok száma | 24 531 | 26 199 | 27 038 |
|               | 2010   | 2016   | 2020   |